# Luciano Ferreyra
Luciano Ismael Ferreyra (Rosario, 19 febbraio 2002) è un calciatore argentino, centrocampista del Central Norte (S) in prestito dal Rosario Central.

## Caratteristiche tecniche
È un centrocampista offensivo tecnico e rapido che ama svariare sul fronte offensivo, spostandosi spesso sulla fascia sinistra.

## Carriera

### Club
Cresciuto nel settore giovanile del Rosario Central, nell'ottobre del 2020 viene promosso in prima squadra; debutta fra i professionisti il 3 novembre seguente giocando da titolare il match di Copa Diego Armando Maradona vinto 2-1 contro il Godoy Cruz.

### Nazionale
Ha giocato nella nazionale argentina Under-17.

## Statistiche

### Presenze e reti nei club
Statistiche aggiornate al 5 agosto 2023.
| Stagione            | Squadra         | Campionato      | Campionato | Campionato | Coppe nazionali | Coppe nazionali | Coppe nazionali | Coppe continentali | Coppe continentali | Coppe continentali | Altre coppe | Altre coppe | Altre coppe | Totale | Totale |
| Stagione            | Squadra         | Comp            | Pres       | Reti       | Comp            | Pres            | Reti            | Comp               | Pres               | Reti               | Comp        | Pres        | Reti        | Pres   | Reti   |
| ------------------- | --------------- | --------------- | ---------- | ---------- | --------------- | --------------- | --------------- | ------------------ | ------------------ | ------------------ | ----------- | ----------- | ----------- | ------ | ------ |
| 2019-2020           | Rosario Central | PD              | -          | -          | CA+CdL          | 1+9             | 0               | CL                 | 0                  | 0                  |             | -           | -           | 10     | 0      |
| 2021                | Rosario Central | PD              | 20         | 1          | CdL             | 8               | 0               | CS                 | 10                 | 1                  |             | -           | -           | 38     | 2      |
| 2022                | Rosario Central | PD              | 8          | 0          | CA+CdL          | 1+8             | 0+2             |                    | -                  | -                  |             | -           | -           | 17     | 2      |
| gen. 2023-ago. 2023 | Rosario Central | PD              | 8          | 1          | CA              | 0               | 0               |                    | -                  | -                  |             | -           | -           | 8      | 1      |
| ago. 2023-dic. 2023 | Platense        | PD              | 0          | 0          | CA              | 0               | 0               |                    | -                  | -                  |             | -           | -           | 0      | 0      |
| Totale carriera     | Totale carriera | Totale carriera | 36         | 2          |                 | 27              | 2               |                    | 10                 | 1                  |             | -           | -           | 73     | 5      |